# Campionati europei cadetti di scherma 2024
I Campionati europei cadetti di scherma del 2024 ("2024 European Cadets Fencing Championships") sono stati organizzati dalla Confederazione europea di scherma e si sono svolti al PalaVesuvio di Napoli in Italia, dal 22 al 25 febbraio 2024.
Nel fioretto, si sono aggiudicati i titoli dei campionati europei l'austriaco Lauro Falchetto, che ha battuto in finale l'italiano Mattia Conticini, e la magiara Anna Kollar che ha avuto la meglio sull'italiana Mariavittoria Elvira Berretta.
Nella spada l'italiano Michele Queiroli ha battuto in finale il britannico Sameer Sunder Rajan, ottenendo il titolo europeo cadetti maschile, mentre tra le donne l'ucraina Anna Maksymenko ha superato l'iberica Lucia Abajo Salcedo.
Nella sciabola l'italiano Leonardo Reale prevale sul turco Furkan Yaman, mentre l'italiana Vittoria Mocci ha battuto la magiara Dorottya Csonka.
Nei campionati europei cadetti a squadre maschili, la nazionale israeliana ha prevalso nella finale del fioretto contro la Francia, mentre la nazionale ucraina ha vinto nella spada contro la formazione turca, ed infine la nazionale italiana ha avuto la meglio sulla compagine bulgara nella sciabola.
Nei campionati europei cadetti a squadre femminili, la nazionale polacca ha prevalso nella finale del fioretto contro l'Italia, l'Ucraina ha vinto nella spada contro la compagine polacca, ed infine la formazione italiana ha avuto la meglio sulla nazionale magiara nella sciabola.

## Podi

### Uomini
| Specialità  | Oro                                                                    | Argento                                                                             | Bronzo                                                                         |
| Individuali |                                                                        |                                                                                     |                                                                                |
| Fioretto    | Lauro Falchetto                                                        | Mattia Conticini                                                                    | David Kelly Marco Panazzolo                                                    |
| Spada       | Michele Queiroli                                                       | Sameer Sunder Rajan                                                                 | Theo Mitrail Doruk Erolcevik                                                   |
| Sciabola    | Leonardo Reale                                                         | Furkan Yaman                                                                        | Roman Fraboulet Botond Csoba                                                   |
| A squadre   |                                                                        |                                                                                     |                                                                                |
| Fioretto    | Israele Evyatar Koren Eitan Lemberger Ilay Soriano Ran Traitel Crystal | Francia Mahel Boumaza Thibault Gaven Mary Ulisse Parpeyrat Fournel Guillaume Watson | Italia Mattia Conticini Emanuele Iaquinta Marco Panazzolo Elia Pasin           |
| Spada       | Ucraina Myron Durnevych Maksym Gula Maksym Mykytenko Mark Stasovskyi   | Turchia Doruk Erolcevik Alaz Guney Karakas Ahmet Koc Mert Goksu Mert Oran           | Svizzera Aurelien Favre Juliano Nicola Squieri Maurice Staeheli Gianluca Wicht |
| Sciabola    | Italia Christian Murtas Leonardo Reale Valerio Reale Massimo Sibillo   | Bulgaria Simeon Dalekov Nikolay-Tomas Georgiev Nikola Gospodinov Nikola Meicov      | Ungheria Daniel Berkeszi Botond Csoba Akos Fabo Lorinc Kovacs                  |

### Donne
| Specialità  | Oro                                                                               | Argento                                                                                  | Bronzo                                                                        |
| Individuali |                                                                                   |                                                                                          |                                                                               |
| Fioretto    | Anna Kollar                                                                       | Mariavittoria Elvira Berretta                                                            | Adeline Senic Natasza Kus                                                     |
| Spada       | Anna Maksymenko                                                                   | Lucia Abajo Salcedo                                                                      | Silvia Gomez Lopez Julia Trynova                                              |
| Sciabola    | Vittoria Mocci                                                                    | Dorottya Csonka                                                                          | Alexandra Kuvaeva Francesca Romana Lentini                                    |
| A squadre   |                                                                                   |                                                                                          |                                                                               |
| Fioretto    | Polonia Michalina Bartol Natasza Kus Aleksandra Nowakowska Hanna Wojtas           | Italia Mariavittoria Elvira Berretta Maria Elisa Fattori Ludovica Franzoni Vittoria Riva | Ucraina Ahlaia Borysova Svitlana Bryzgalova Anna Shcherba Milana Stepovyk     |
| Spada       | Ucraina Emili Conrad Alina Dmytruk Anna Maksymenko Mariia Sereda                  | Polonia Alicja Goczal Oliwia Janeczek Laura Misiak Magda Ratyna                          | Estonia Eliisa Kikerpill Aleksandra Nikolajeva Ksenja Parlin Julia Trynova    |
| Sciabola    | Italia Vittoria Mocci Francesca Romana Lentini Benedetta Stangoni Diletta Fusetti | Ungheria Nadin Toth Brigitta Racz Polli Szabo Dorottya Csonka                            | Ucraina Valeriia Shchepkina Viktoria Korotchenko Anna Suvorova Maiia Velychko |